# Девід Келлі
Девід Томас Келлі (англ. David Thomas Kelly, нар. 25 листопада 1965, Бірмінгем) — ірландський футболіст, нападник.

## Клубна кар'єра
У дорослому футболі дебютував 1983 року виступами за команду «Волсолл», в якій провів п'ять сезонів, взявши участь у 147 матчах чемпіонату.
Згодом, з 1988 по 1991 рік, грав у складі клубів «Вест Хем Юнайтед» та «Лестер Сіті».
Своєю грою за останню команду привернув увагу представників тренерського штабу клубу «Ньюкасл Юнайтед», до складу якого приєднався 1991 року. Відіграв за команду з Ньюкасла наступні два сезони своєї ігрової кар'єри. Більшість часу, проведеного у складі «Ньюкасл Юнайтед», був основним гравцем атакувальної ланки команди. У складі «Ньюкасл Юнайтед» був одним з головних бомбардирів команди, маючи середню результативність на рівні 0,5 голу за гру першості.
Протягом 1993—2002 років захищав кольори клубів «Вулвергемптон Вондерерз», «Сандерленд», «Транмер Роверз», «Шеффілд Юнайтед», «Мотервелл» та «Менсфілд Таун».
Завершив професійну ігрову кар'єру у клубі «Деррі Сіті», за команду якого виступав 2002 року.

## Виступи за збірну
Попри те, що народився в Англії, Келлі має ірландське походження і 1987 року дебютував в офіційних матчах у складі національної збірної Ірландії. Протягом кар'єри у національній команді, яка тривала 11 років, провів у формі головної команди країни лише 26 матчів, забивши 9 голів. У складі збірної був учасником чемпіонату Європи 1988 року у ФРН, чемпіонату світу 1990 року в Італії та чемпіонату світу 1994 року у США.

## Титули і досягнення
- Володар Кубка Ірландії (1):

«Деррі Сіті»: 2002